# Robert Jahoda
Robert Jahoda (ur. 1 czerwca 1862 w Bochni, zm. 28 lutego 1947 w Krakowie) – polski introligator, autor artystycznych opraw wydawniczych. 

## Życiorys
Syn Karola i Anny z Soczków. W 1874 roku po ukończeniu przez Roberta 2 klas szkoły realnej rodzina przeniosła się do Krakowa. Tu Robert uczęszczał do Gimnazjum nowodworskiego, ale szkoły nie ukończył. Z powodu choroby ojca przerwał naukę i rozpoczął prace w zakładzie introligatorskim Filipa Kwisa na ulicy Floriańskiej. W 1884 roku zdał egzamin czeladniczy. Podjął pracę w zakładzie introligatorskim w Tarnowie. Równocześnie uczęszczał na kursy wieczorowe w Szkole Przemysłowo-Handlowej.  Po zakończeniu praktyki w 1883 roku wyjechał do Lwowa, gdzie zatrudnił się u Witolda Kuczabińskiego, a potem u Władysława Wierzbickiego. W 1885 roku wyjechał do Wiednia i tam pracował w introligatorni Hubera. Zakład ten specjalizował się w oprawach artystycznych. W 1887 założył w Krakowie oficynę introligatorską, która mieściła się pod adresem Rynek Główny 37. Potem kilkakrotnie zmieniał lokalizację, aż do 1912 roku, gdy zakład mieścił się na ulicy Gołębiej 4 w zakupionej w tym roku Kamienicy Ligęzów. Uczestniczył w ponad 20 wystawach, zdobył złoty medal we Lwowie w 1894 roku na Pierwszej Krajowej Wystawie. W 1900 roku triumfował w Paryżu, w 1902 ponownie we Lwowie, w 1910 roku w Wiedniu, w 1914 roku na Wszechświatowej Wystawie Sztuki Książki Bugra w Lipsku, w 1922 roku we Włoszech, a w roku 1935 ponownie w Paryżu. Towarzystwo Miłośników Książki odznaczyło go wielką wstęgą bibliofilską.
Jahoda był członkiem i aktywnym działaczem Towarzystwa Miłośników Książki, Bractwa Kurkowego, a także starszym Cechu introligatorów i honorowym członkiem tegoż. Wiele bibliotek – Jagiellońska, Polskiej Akademii Umiejętności, Czartoryskich, Kórnicka i Archiwum Akt Dawnych m. Krakowa zlecały Jahodzie konserwację i oprawę swoich zbiorów (m.in. renowacja „Kronik” Jana Długosza z Biblioteki Czartoryskich).
Z Jahodą współpracowali jako projektanci okładek książek następujący artyści: Karol Frycz, Witold Chomicz, Henryk Starzyński i Henryk Uziembło. Inspiracją była twórczość Stanisława Wyspiańskiego, który wprowadził nowe kroje czcionek i nowatorską kompozycję układu paginy.
Firma Jahody zajmowała się również oprawą obrazów. Z jej usług, obok Jana Matejki, Stanisława Wyspiańskiego, Jacka Malczewskiego i trzech pokoleń Kossaków, korzystali: Włodzimierz Tetmajer, Wojciech Weiss, Leon Wyczółkowski, Julian Fałat, Piotr Stachiewicz, Stefan Filipkiewicz, Mieczysław Filipkiewicz, Kazimierz Sichulski, Stanisław Ignacy Fabijański, Teodor Axentowicz i Aleksander Augustynowicz. Artyści ci często zamawiali ramy do obrazów według własnych projektów.
Pochowany na cmentarzu Rakowickim (kwatera FB-zach-po prawej grobu Potulickich).

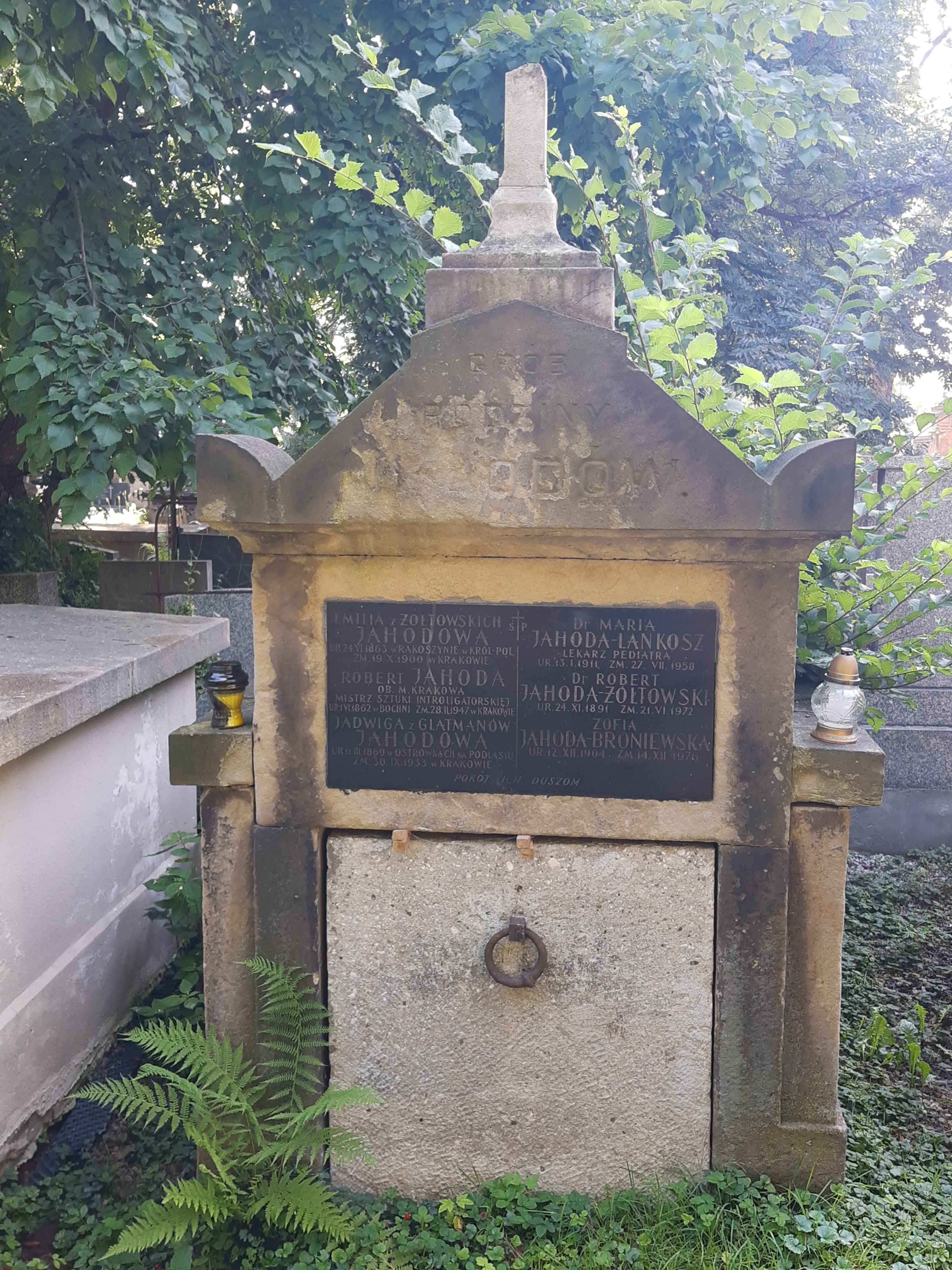
Grób Roberta Jahody na cmentarzu Rakowickim

Dwukrotnie żonaty - z Emilią Żółkowską (1888) i Jadwigą Glatman (1903). Syn Roberta Jahody – dr Robert Jahoda-Żółtowski dwukrotnie był posłem na sejm II Rzeczypospolitej.

## Ordery i odznaczenia
- Złoty Krzyż Zasługi (dwukrotnie: 30 listopada 1929[7], 25 września 1937[8])
- Srebrny Wawrzyn Akademicki (7 listopada 1936)[9]